# ستيفاني في
ستيفاني في (بالإنجليزية: Stefanie Fee) هي لاعب هوكي الحقل أمريكية، ولدت في 11 مارس 1990.

## وصلات خارجية
- ستيفاني في على موقع أوليمبيديا (الإنجليزية)